# Kurt Dunham
Kurt Andrew Dunham (* 6. Dezember 1991 in Burnie, Tasmanien) ist ein australischer Snookerspieler, der zwischen 2016 und 2018 als Profispieler auf der Snooker Main Tour spielte.

## Karriere

### Anfänge
Kurt Dunhams Vater war selbst ein auf nationaler Ebene aktiver Billardspieler und so spielte er in seiner Jugend selbst. Mit acht Jahren nahm er erstmals an einer Staatsmeisterschaft teil und seinen ersten nationalen Titel gewann er mit 12. Weitere Titel in verschiedenen Billardvarianten folgten. Um sein Spiel zu verbessern, ging er mit 16 Jahren nach Melbourne, der Heimatstadt von Neil Robertson. Acht Jahre später gewann er die Ozeanienmeisterschaft gegen Steve Mifsud und wurde danach vom Ozeanienverband OBSF für die Snooker Main Tour nominiert mit Startberechtigung bei Profiturnieren für zwei Spielzeiten.
Er gab seine zweite Leidenschaft, den Motorsport, auf und zog nach Cambridge, wo er Trainingspartner von Neil Robertson und Joe Perry wurde. Seinen ersten Profisieg erreichte er beim Paul Hunter Classic 2016, wo er zum Auftakt gegen Alex Borg mit 4:2 gewann.

### Profijahre

#### Saison 2016/17
Seine erste Profisaison startete für Dunham mit drei Niederlagen in Folge. In der Qualifikation für die Riga Masters verlor er mit 2:4 gegen Ian Burns, in der Qualifikation für die Indian Open verlor er mit 1:4 gegen Joe Swail und in der Qualifikation für die World Open unterlag er Xiao Guodong mit 0:5. Seinen ersten Sieg fuhr er in der ersten Runde des Paul Hunter Classic ein, wo er Alex Borg mit 4:2 besiegte. In der folgenden Runde unterlag er Mei Xiwen mit 2:4. In der Qualifikation für die Shanghai Masters unterlag er Hammad Miah mit 3:5, kurz darauf verlor er 0:4 in der Qualifikation für die European Masters gegen Mei Xiwen. In der ersten Runde der English Open unterlag er Akani Songsermsawad mit 0:4, beim nächsten Turnier, dem International Championship verlor er gegen Stuart Carrington mit 0:6, was sein dritter Whitewash in Folge war. In seinem nächsten Spiel besiegte er Christopher Keogan mit 4:2 in der ersten Runde der Northern Ireland Open. In der Runde der letzten 64 lieferte er sich ein enges Duell mit Scott Donaldson, was mit 3:4 zugunsten des Schotten endete. Beim  UK Championship unterlag er in der ersten Runde mit 1:6 gegen Liang Wenbo, bei den Scottish Open unterlag er Mark King mit 0:4. In der ersten Qualifikationsrunde für die German Masters unterlag er dem Engländer David Gilbert mit 3:5. Auch seine restlichen Spiele verlor er: Bei den Welsh Open verlor er in der ersten Runde mit 1:4 gegen Mike Dunn, beim Shoot-Out unterlag er in der ersten Runde mit 32:64 nach Punkten gegen Stuart Carrington, bei den Gibraltar Open verlor er mit 1:4 gegen Jimmy White, bei den China Open unterlag er David Gilbert mit 1:5 und in der ersten Runde der Snookerweltmeisterschaft verlor er gegen den Schotten Alan McManus mit 1:10. Er beendete die Saison auf Weltranglistenplatz 123.

#### Saison 2017/18
Die nächste Saison begann für Dunham mit einer 0:4-Niederlage gegen Zhou Yuelong in der Qualifikation für die Riga Masters. Auch beim China Championship verlor zu null, er unterlag Michael Holt  mit 0:5. In der ersten Runde des Paul Hunter Classic verlor er mit 0:4 gegen Kyren Wilson. In der Qualifikation für die Indian Open unterlag er Zhou Yuelong mit 0:4, bei den World Open folgte ein 0:5 gegen Matthew Stevens. Sein letztes von sechs Whitewash in Folge musste er in der Qualifikation für die European Masters einstecken, er unterlag Mark Davis. Seine ersten Frames gewann er in der ersten Runde der English Open, er verlor dennoch mit 3:4 gegen Zhang Yong. Beim International Championship verlor er in der Qualifikation mit 4:6 gegen Mark Joyce.  Es folgten zwei weitere White-washs: In der Qualifikation für die Shanghai Masters verlor er mit 0:5 gegen Ben Woollaston und in der ersten Runde der Northern Ireland Open unterlag er Elliot Slessor mit 0:4. In seiner Erstrundenpartie beim UK Championship gewann er immerhin einen Frame und verlor mit 1:6 gegen Barry Hawkins. Seinen ersten Saisonsieg konnte er in Runde 1 der Scottish Open einfahren: Er besiegte den Chinesen Tian Pengfei mit 4:2, anschließend unterlag er Peter Lines mit 2:4. In der Qualifikation für die German Masters unterlag er Ryan Day mit 0:5. Beim Shoot-Out besiegte er Chris Totten und Lü Haotian, und verlor in der Runde der letzten 32 gegen Barry Hawkins. In der ersten Runde der Welsh Open besiegte er überraschend Ryan Day mit 4:2, ehe er mit 2:4 gegen Yan Bingtao ausschied. Bei den Gibraltar Open profitierte er von der Aufgabe Ali Carters, sodass er kampflos in Runde 2 vorrückte. Dort unterlag er Cao Yupeng mit 3:6. In der ersten Qualifikationsrunde für die Snookerweltmeisterschaft verlor er mit 6:10 gegen Daniel Wells. Er beendete die Saison auf Weltranglistenplatz 117, was nicht für eine Qualifikation für die nächste Saison reichte. Da er sich nicht für die Q School anmeldete, verlor er seinen Profiplatz endgültig.

## Erfolge

### Finalteilnahmen
| Ausgang         | Jahr | Turnier                                    | Finalgegner       | Ergebnis |
| --------------- | ---- | ------------------------------------------ | ----------------- | -------- |
| Amateurturniere |      |                                            |                   |          |
| Sieger          | 2003 | Australische U12-Meisterschaft             | Dane Van Kempen   | 4:0      |
| Sieger          | 2012 | OBSF U21-Snookerozeanienmeisterschaft      | Shaun Dalitz      | 6:4      |
| Finalist        | 2012 | Australische U21-Meisterschaft             | Kurt Brown        | 5:6      |
| Sieger          | 2016 | OBSF Snookerozeanienmeisterschaft          | Steve Mifsud      | 6:5      |
| Sieger          | 2016 | Australische Six-Red-Snooker-Meisterschaft | Cale Barrett      | 6:4      |
| Sieger          | 2019 | OBSF 6-Red-Snooker-Ozeanienmeisterschaft   | Roger Farebrother | 5:0      |
| Finalist        | 2019 | OBSF Snookerozeanienmeisterschaft          | Steve Mifsud      | 4:6      |
| Sieger          | 2020 | OBSF 6-Red-Snooker-Ozeanienmeisterschaft   | Dene O’Kane       | 5:3      |